# 小川浩
小川 浩（おがわ ひろし、1955年10月23日 - ）は、日本の裁判官、公証人。秋田地方裁判所所長等を経て、仙台高等裁判所部総括判事を務めた。

## 人物・経歴
一橋大学卒業後、東京地方裁判所判事補、釧路地方裁判所判事補、長崎地方裁判所厳原支部判事補、東京簡易裁判所判事、東京地方裁判所判事、大阪地方裁判所判事、宇都宮地方裁判所判事、東京高等裁判所判事、大阪地方裁判所部総括判事、横浜地方裁判所部総括判事、さいたま地方裁判所川越支部長等を経て、2015年秋田地方裁判所所長及び秋田家庭裁判所所長。2016年仙台高等裁判所部総括判事。2019年依願退官、千葉公証役場公証人。

## 裁判
- 十和田市立新渡戸記念館廃止の取り消しを求めた訴訟で、一審判決を取り消し審理を差し戻した[4]。
- 東北地方太平洋沖地震の津波で死亡した石巻市立大川小学校の児童23人の遺族が、損害賠償を求めていた事件の控訴審で、裁判長として現地視察などを行い審理にあたり、組織的過失を認定して、宮城県や石巻市に14億円あまりの損害賠償を命じた[5][6][7]。